# Станоје Јоцић
Станоје Јоцић (Скопље, 5. јун 1932) бивши је југословенски и српски фудбалер.

## Каријера
Рођен је 5. јуна 1932. године у Скопљу. Поникао је у фудбалском клубу БСК Београд (касније ОФК Београд). Године 1952. био је најбољи стрелац фудбалског првенства Југославије са 13 постигнутих голова. Три сезоне наступао је за београдски Партизан (1954-57), да би се затим вратио у клуб који је у то време променио име у ОФК Београд. У сезони 1960/1961. године је имао 11 наступа за Хајдук из Сплита.
За А репрезентацију Југославије одиграо је 4 сусрета и постигао два гола. Дебитовао је 2. новембра 1952. против Египта (5:0) у Београду, заменивши Вујадина Бошкова у другом полувремену. На том сусрету је постигао и своја два репрезентативна гола. Последњу утакмицу у репрезентативном дресу одиграо је 1954. године против Сарске области (5:1) у Сарбрикену.

## Успеси
- БСК Београд/ОФК Београд
  - Куп Југославије: 1953.
- Партизан
  - Куп Југославије: 1954.
- Индивидуални
  - Најбољи стрелац Првенства Југославије: 1952.